# HD 35505
HD 35505，又名BD-17 1117，SAO 150416、HR 1792，是一颗恒星，视星等为5.65，位于銀經219.25，銀緯-26.64，其B1900.0坐标为赤經5h 20m 1.3s，赤緯-17° -26.64′ 0″。